# 四一二事件
四一二事件（又称東南清黨、四一二事变、四一二惨案、四一二反革命政变、上海大屠杀），是中国国民党清党第一期中的标志性事件。
1927年4月12日，国民革命军收缴工人糾察隊大批武器。4月13日，工人纠察队与国民革命军发生流血冲突。随后，中國共產黨黨員和部分国民党左派被大規模逮捕、处决，并取締蘇聯顧問。
事件原因複雜，其中包括蔣和汪精衛爭奪領導權，同時亦包括中共中央在北伐期間不斷滲透國民黨內部使部分右派黨員及將領不滿，並且中共方面於地方發起暴動、迫害資產階級並掠奪其擁有財產等:30-31，出現「有土皆豪，凡紳必劣」的路線。

## 經過
北伐戰爭後期，國民黨內衝突不斷。1927年3月6日蔣命駐贛州新編第一師國民黨黨代表倪弼槍殺了江西省總工會副委員長、贛州總工會委員長陳贊賢。3月21日，上海總工會發動第三次工人暴動，組建上海特別市臨時政府。3月26日蔣到達上海，工人糾察隊在閘北槍決擁蔣派。3月28日，蔡元培在上海主持召開中國國民黨中央監察委員會會議，吳稚暉提出發動「護黨救國」運動。
4月1日，国民党主席汪精卫經蘇聯抵達上海，宋子文前往吴淞口迎接。期间，吴稚晖、李石曾等提出“共产党已预备提出打倒国民党、打倒三民主义的口号，并图指使工人在租界发起暴动，以引起国民党的外交纠纷”。
4月2日，朱德在南昌發動政變，清除國民黨江西省黨部蔣系勢力；国民党中央監察委員蔡元培、吴稚晖、李石曾、张静江、古应芬、陈果夫、李宗仁、黄绍竑在上海举行會議，檢舉「共產黨連結容納於國民黨之共產黨員，同有謀叛證據」，吳稚暉呈文控告中國共產黨企圖奪取革命政權，且譴責鮑羅廷，陰謀使中國變成蘇聯殖民地。廣州政治分會主席李濟深首先發言贊同。會議訂立「清黨原則」及組「清黨委員會」，制定首批通缉名单197人。
4月3日至4月5日，汪精卫與蒋介石、李宗仁、白崇禧、黃紹竑、吳敬恆、李石曾、蔡元培等10餘人，在上海舉行秘密會議，討論蔣提議：趕走國民政府顧問鮑羅廷、分共。汪同意分共，但是在分共的时间和方式上有不同主张，会上众人与汪辩论激烈，吴稚晖甚至向汪下跪求其改变态度。汪精卫又与陈独秀会晤，于4月5日发表《国共两党领袖汪兆铭、陈独秀的联合宣言》，强调国共团结。国民党领导再次开会，汪遭到吴稚晖的臭骂，称他“狗不如”，要他“滚蛋”，为此汪痛哭流涕，表示自己也反共，只是方法不同。李宗仁主张将其软禁，不能放虎归山。宋子文得知后，当天夜里偷偷将汪送到「江丸号」轮船上，4月6日凌晨汪不辞而别悄然赶赴武汉。
4月9日，蔣命令成立「淞滬戒嚴司令部」，由白崇禧、周鳳歧分任正副司令，並頒發「戰時戒嚴條例」12條。同日，鄧澤如、蔡元培、吳稚暉、黃紹竑、張靜江、陳果夫等發表《中央監察委員聯名護黨救國之通電》（即「青電」），指責武漢國民政府「容共」。4月11日，蔣密令「已光復的各省，一致實行清党」。根據陳立夫說法，中國國民黨並沒有和青幫正式訂下合作計劃，但是「策劃、執行清黨的一個主要人物是楊虎；他是青幫領袖」。楊虎「把我們的建議傳遞給杜月笙……青幫就採取行動」:43。
另一個造成緊張的要因，是鮑羅廷曾秘密策動郭松齡將軍反對張作霖。蔣張兩人1926年秋天就開始秘密接觸，分別派唐生智和楊宇霆為代表秘密會晤，協議共同驅逐共產國際勢力。因此「南京事件」後不到兩周，4月6日，得到公使團同意，張作霖在北京軍警搜查了苏俄大使馆、遠東銀行、中東鐵路辦公處，逮捕藏身其內多時的58名中國人，包括中國共產黨主要創始人之一李大釗，查獲並向外界公開了蘇聯和共產國際欲赤化中國之千餘文件，包括共產國際大量指示、训令、颠覆材料（與馮玉祥合作颠覆文件、紅槍會及煽動農民紀錄、中國共產黨文件等，「蘇聯陰謀文證彙編」），詳載蘇聯涉入中共之地下滲透活動，「及近來之街頭群眾運動的狀況」:42，其中有一份蘇聯共產黨給當時革命政府顧問鮑羅廷的電報，指示不能讓國民革命軍統一中國；蘇聯的目的是要用北伐牽制帝國主義國家，使他們不能從東方攻打蘇聯:65。蘇聯與中國共產黨強烈譴責中國國民黨粗暴侵犯蘇聯使館尊嚴，並認為此事件乃「帝國主義的挑撥」，中國政府已淪為帝國主義者工具。

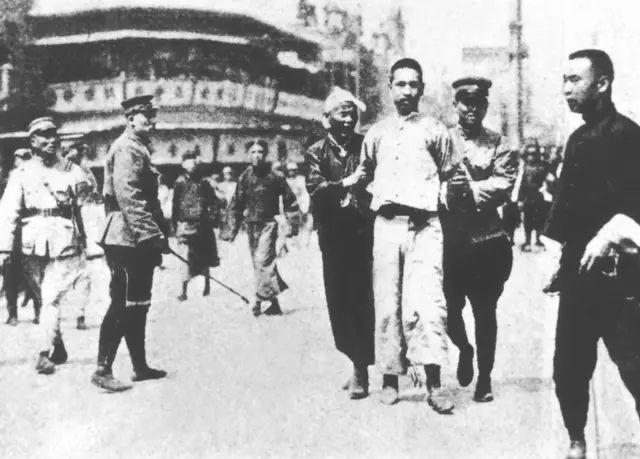
四一二事件中，军警在上海捕杀共产党人。

### 4月12日
4月12日凌晨1時到5時，清共派领导的中華共進會和上海工界聯合會成員向上海總工會糾察隊駐地閘北、南市、浦東、吳淞等處，發起攻擊。之後，蔣下令淞滬戒嚴司令部所屬國民革命軍第二十六軍以「工人內訌」为理由，解除工人糾察隊武裝，「沒收三千支步槍。」:43上海總工會召開工人代表大會，決定4月13日上午10時舉行總同盟罷工。

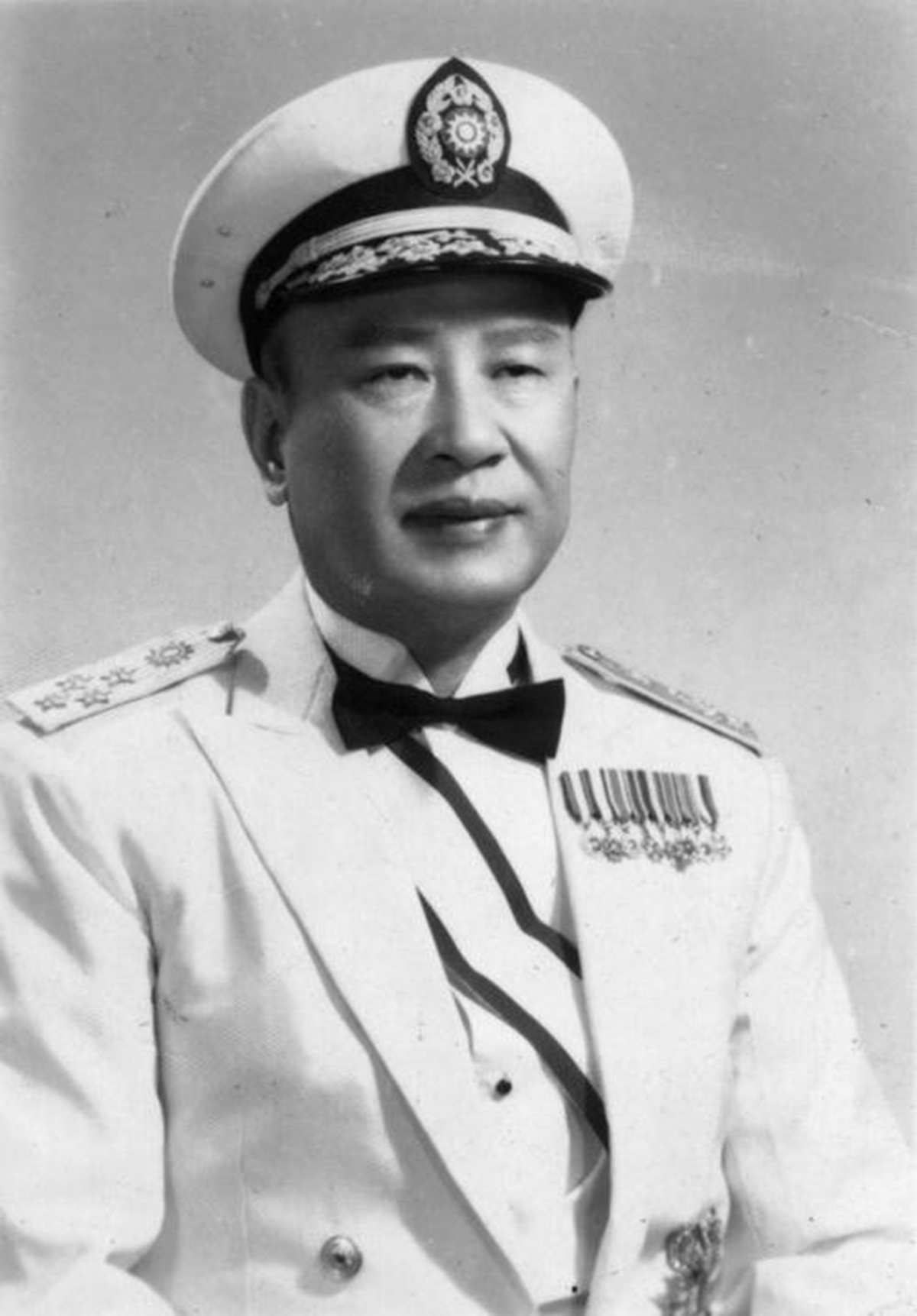
清黨主力淞滬衛戍司令白崇禧

### 4月13日
工人纠察队要求釋放被捕工人，交還糾察隊槍械，會後工人遊行並與軍方爆發衝突。
關於4月13日当天衝突的詳情，各方来源差异很大。
1927年4月14日的《申報》称：
南市工人約五六千人，於昨日午後，在公共體育場集會後，即整隊遊行，經過南車站前，被車站四周之革軍發槍射擊，當時立斃十餘人，傷數十人云。
1927年4月14日的《國文週報》稱：
閘北工人二千余結隊遊行，軍隊制止不服，手執鐵棍、炸彈，其勢洶洶，旋沖入舊俄教堂內，師司令部屋內現炸彈聲，軍隊始開槍，被擊斃十余，工人均扯蘇俄紅色國旗，糾察隊被捕者百餘人，中有六十余系舊魯軍兵士，因抄出舊符號……被拘工人供全系因雇傭受迫攻軍，並非本意，與逃入民居者語全同。
1927年4月18日的《時事新報》称：
聯合社云，本月十二日糾察隊繳械，十三日寶山路發生兵工衝突，外間有謂死傷數百人者，殊屬駭人聽聞。茲經確實調查，計閘北浦東兩處，共死兵士十二名，工人三十名，受傷兵士五名，工人及民眾五十六名。總計死亡四十二名，受傷六十一名，死傷併計一百另三名。
中共中央党史研究室著《中國共產黨的九十年》稱：
游行队伍行进到宝山路时，第二十六军突然从埋伏处冲出，向密集的人群开枪扫射，当场打死100多人，伤者不计其数。
中国共产党组织史纲要、泸州市强制隔离戒毒所官方澎湃号等来源称：

1927年4月18日国民党处决“赤党”影像

4月13日上午，上海烟厂、电车厂、丝厂和市政、邮务、海员及各业工人等20万人举行罢工。上海總工會在閘北青雲路廣場召開10萬人參加的工人群衆大會，当天下午，反动军队占领上海总工会和工人纠察队总指挥处。接着，查封或解散革命组织和进步团体，进行疯狂的搜捕和屠杀。在事变后3天中，上海的共产党员和群众被杀者300多人，被捕者500多人，失踪者5000多人，汪寿华、陈延年、赵世炎等均被殺死。

### 4月14日及之后
4月14日，李濟深主持廣州陸海空將領開會議決定「清共」。4月15日，广州四一五事件发生，廣州全城搜捕，當日捕去共產黨員和支持者2,000多人，封閉工會和團體200多個，共產黨員蕭楚女、熊雄、李啓漢等被害。廈門、福州、寧波、南京、杭州、長沙（馬日事變）也以“清黨”名義，對共產黨員和支持者進行大屠殺。奉系軍閥也在北京捕殺共產黨員。

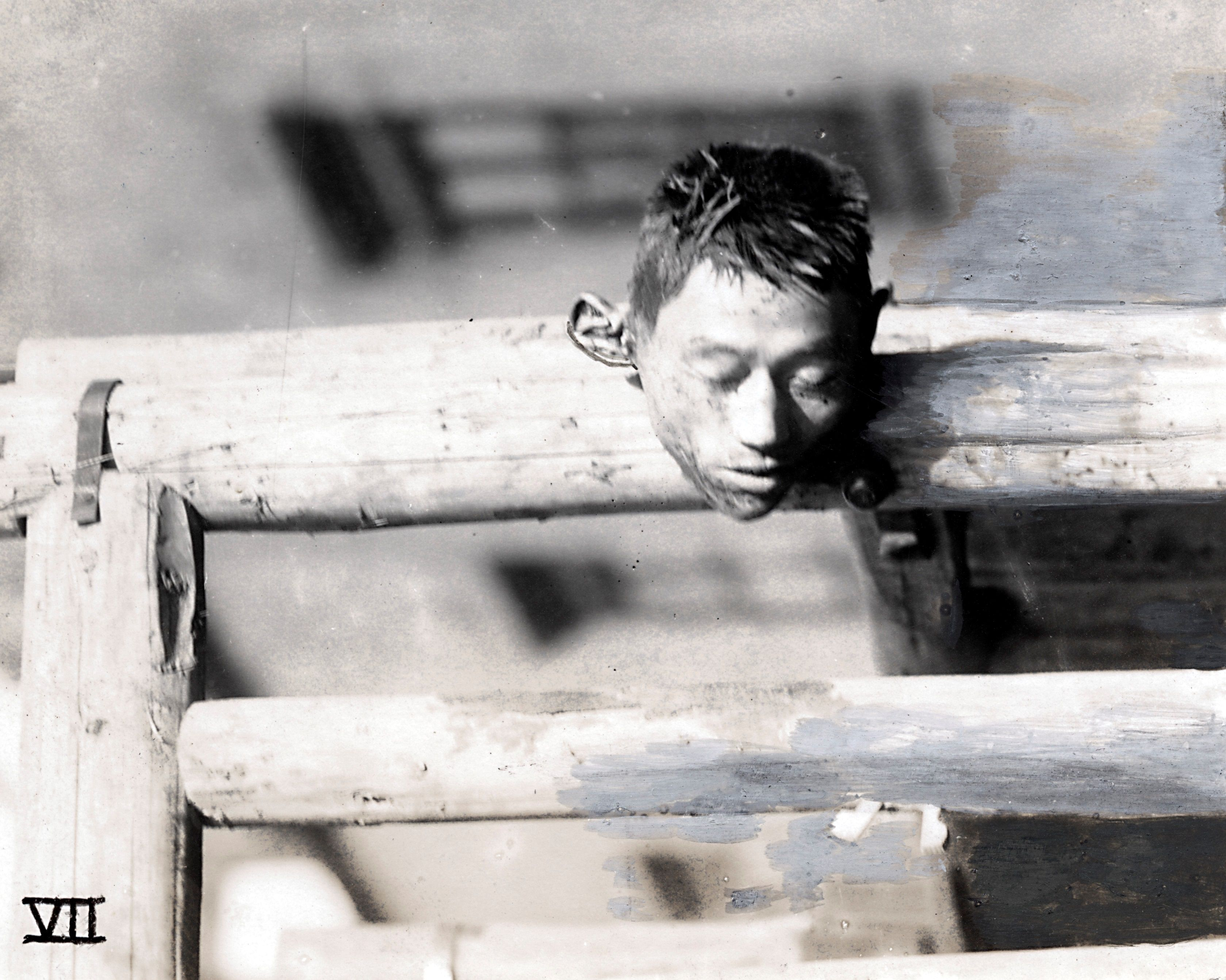
上海清党时期被枭首示众的疑似共产党员，当时“一条街上悬挂着30个这样的头颅”。由Henk Alsem拍摄

4月17日，蒋与一批中國国民党中央委员在南京召开政治会议，发布清党通电，并发出秘字一号命令，通缉中國共产党首要分子197人：首要为鲍罗廷、陈独秀，其次为林祖涵（即林伯渠）、瞿秋白、毛泽东、恽代英、周恩来、刘少奇、张国焘、彭湃、邓颖超、蔡和森、方志敏等人。一些亲共左派人士，如沈雁冰、柳亚子、邓演达、章伯钧等，也在通缉之列。4月17日，武漢國民政府下令：「蔣中正屠殺民眾，摧殘黨部，甘心反動，罪惡昭彰，已經中央執行委員會議決，開除黨籍，免去本兼各職。着全體將士及革命民眾團體拿解中央，按反革命罪條例懲治。國民革命軍第一集團軍所統率之第一、第二、第三、第四各方面軍及總預備隊，着均歸軍事委員會直轄。」:2688-2689。4月18日，蒋等发表告民众书，宣佈組成南京國民政府，以胡漢民為主席，和武漢國民政府对立，是为“寧漢分裂”。:13
4月19日，蘇聯召回北京駐華代辦及大使館職員:65。4月20日，中國共產黨發表《爲蔣介石屠殺革命民衆宣言》認為：「蒋介石业已变为国民革命公开的敌人，业已变为帝国主义的工具，业已变为屠杀工农和革命群众的白色恐怖的罪魁」，并号召全国人民动员起来，团结一致，形成一个巩固的革命民主主义战线来对付与战胜帝国主义、军阀、封建资产阶级联合势力的进攻。4月21日，軍事委員會自廣東遷南京辦公，蔣發表告全體將士書:13。4月22日，武汉国民政府由汪精卫领衔，孙科、邓演达、宋庆龄、张发奎、吴玉章、毛泽东、恽代英等联名发布通电，斥责蒋的分裂行为。中國共產黨也進行清黨，大量处决敌人。
4月28日，張作霖在北京把20名逮到的中國共產黨員，因有事实证据联合苏联密谋顛覆中國政府，執行絞刑，「其中最有名的就是李大釗」:42。

## 影響
四一二事件使國共反目，兩黨結下血海深仇。據當時《中國周報》記者斯諾估計，被殺害的左派人士在5,000人以上:101。1928年6月30日，周恩来在中国共产党第六次全国代表大会上报告称：自从国民党右派蒋介石、汪精卫背叛革命至今，共产党员和革命群众被害约31万至34万人。与此同时，国民党认为该数据被严重夸大，而汪精卫在政治委员会第四十次会议上发言:“我们几时杀过人？他们为什么要这样凭空造谣……。”上海流氓勢力反共清黨有功，後來杜月笙成為南京陸海空軍總司令部少將參議:103。

## 延伸阅读
- 伊罗生：《中国革命的悲剧 （页面存档备份，存于）》
- 《四·一二反革命政变资料选编》，人民出版社，1987年3月